# Ophiusa crameri
Ophiusa crameri är en fjärilsart som beskrevs av Moore 1885. Ophiusa crameri ingår i släktet Ophiusa och familjen nattflyn. Inga underarter finns listade i Catalogue of Life.